# Clastobryum delicatum
Clastobryum delicatum là một loài rêu trong họ Sematophyllaceae. Loài này được (M. Fleisch.) Broth. & Dixon mô tả khoa học đầu tiên năm 1933.